# CD28
Het CD28-antigen is een molecule die instaat voor een co-stimulatorisch signaal bij de T-cel-activatie. 
Bij het kruisverbinden van CD28's door monoklonale antilichamen kan kunstmatig een krachtig  costimulatorisch signaal aan de T-cellen doorgegeven worden, waardoor verschillende interleukines (voornamelijk IL-2 en IL-6) geproduceerd worden. 
Het Duitse biotechbedrijf TeGenero helderde de moleculaire structuur van de molecule op in 2005. Bij het testen van een antilichaam tegen CD28 (bekend als TGN1412), een superagonist voor CD28, op gezonde menselijke vrijwilligers (in een zogenaamde klinische studie van fase I), werden die ernstig ziek (meervoudige orgaandeficiënties).